# Визельгрен, Гаральд Оссиан

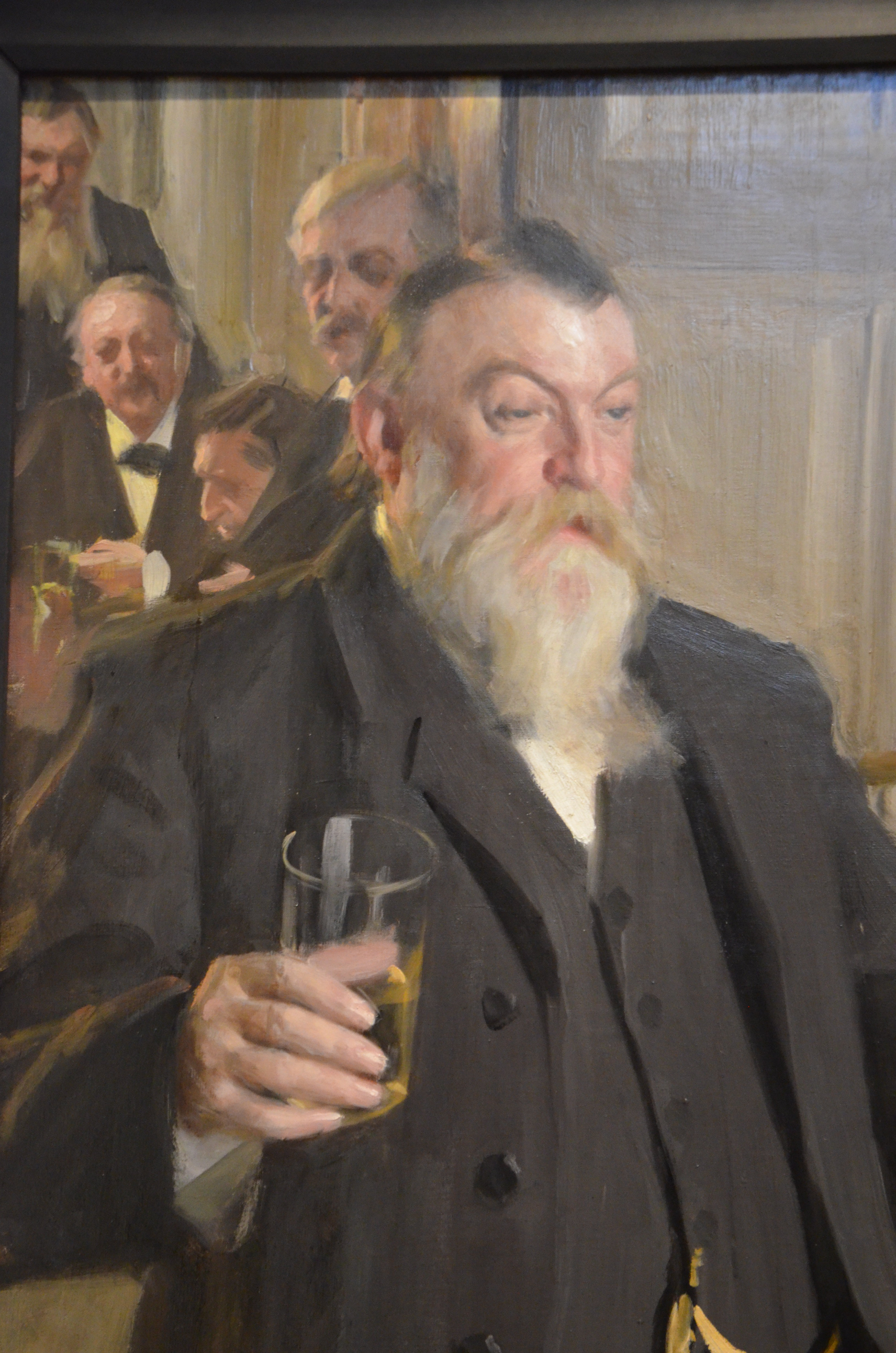
Портрет Г. Визельгрена кисти Андерса Цорна

Гаральд Оссиан Визельгрен (швед. Harald Wieselgren; 2 ноября 1835 — 17 марта 1907) — шведский историк, писатель

, биограф, библиотекарь, архивист, журналист, редактор.
Член Шведской королевской академии словесности (с 1896).

## Биография
Сын пастора и общественного деятеля Петера Визельгрена. С 1852 года обучался в Лундском университете. В 1856 году в Лунде получил степень магистра философии. Работал нотариусом, затем в ряде учебных заведений. Во время полугодового пребывания в Париже (1856—1857) посвятил себя архивным исследованиям, освещал во французской прессе скандинавскую тематику.
В 1857—1870 годах заведовал библиотекой герцога Августа Шведского.
В 1877—1900 годах был библиотекарем Королевской библиотеки в Стокгольме.
В 1862 году основал общество «Idun», которое стало центром интеллектуальной жизни интеллигенции Стокгольма.
Занимался литературным творчеством.
Бо́льшая часть его работ относится к области биографий. В 1858—1868 годах трудился над продолжением Svenskt biografiskt lexikon («Шведской биографической энциклопедией», 2-6 тома).
В 1866—1879 годах редактировал Ny illustrerad tidning («Новую иллюстрированную газету»). В 1901—1906 годах был одним из уполномоченных по защите свободы прессы.

## Избранная библиография
- сборники: «Ur vår samtid» (Стокгольм, 1880)
- «Bilder och minnen» (1889),
- «Lars Johan Hierta» (1881)
- «Саvour, Italiens befriare» (1884).

Другие его труды — описание путешествия «Öfver Atlanten» (1876), несколько ценных статей по истории средневековой литературы Швеции и важное палеографическое собрание актов: «Svenska skriftprof från Erik den Heliges tid till Gustaf III» (1894).